# Charles Clifford (Politiker)

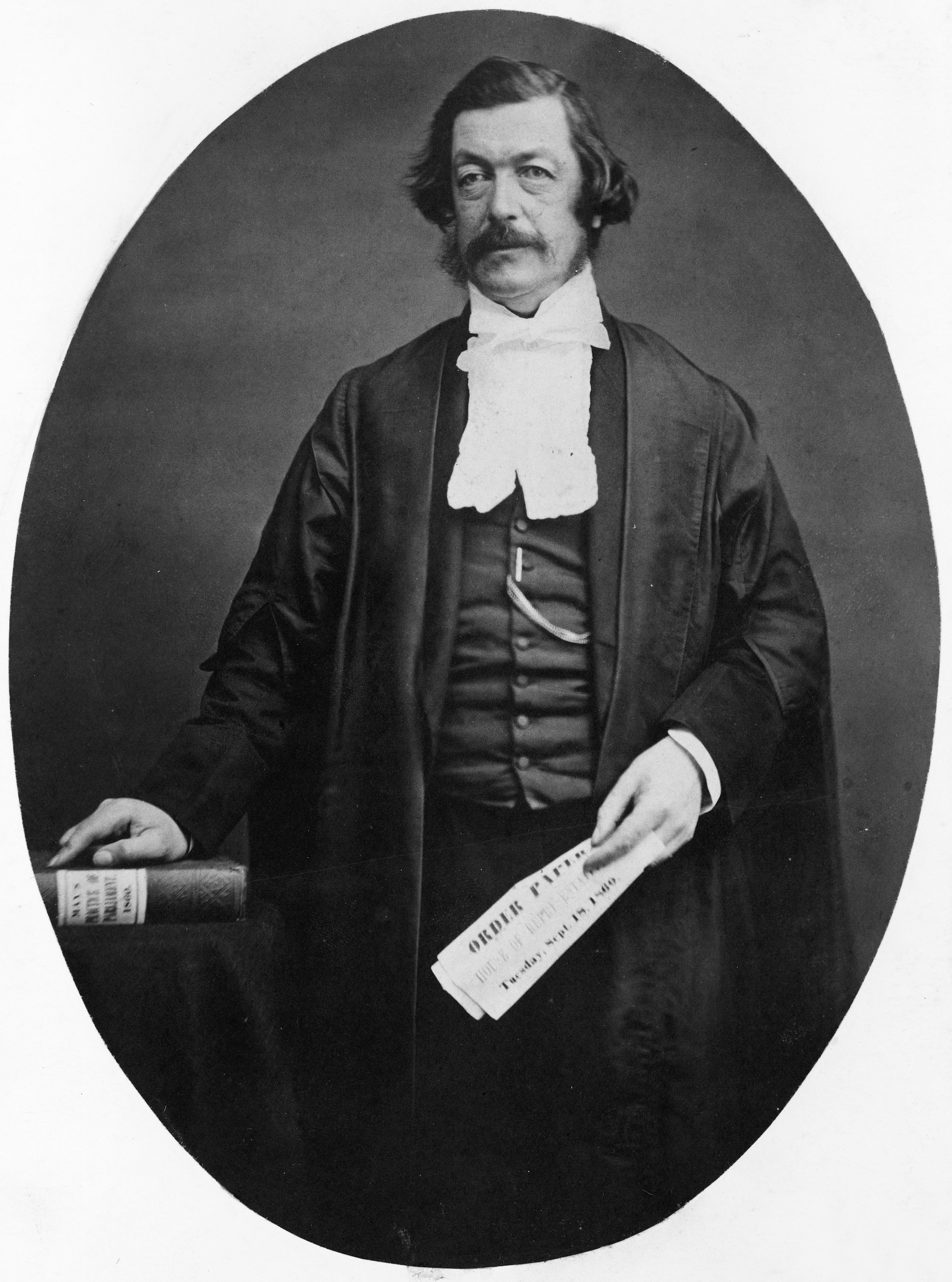
Charles Clifford, 1860

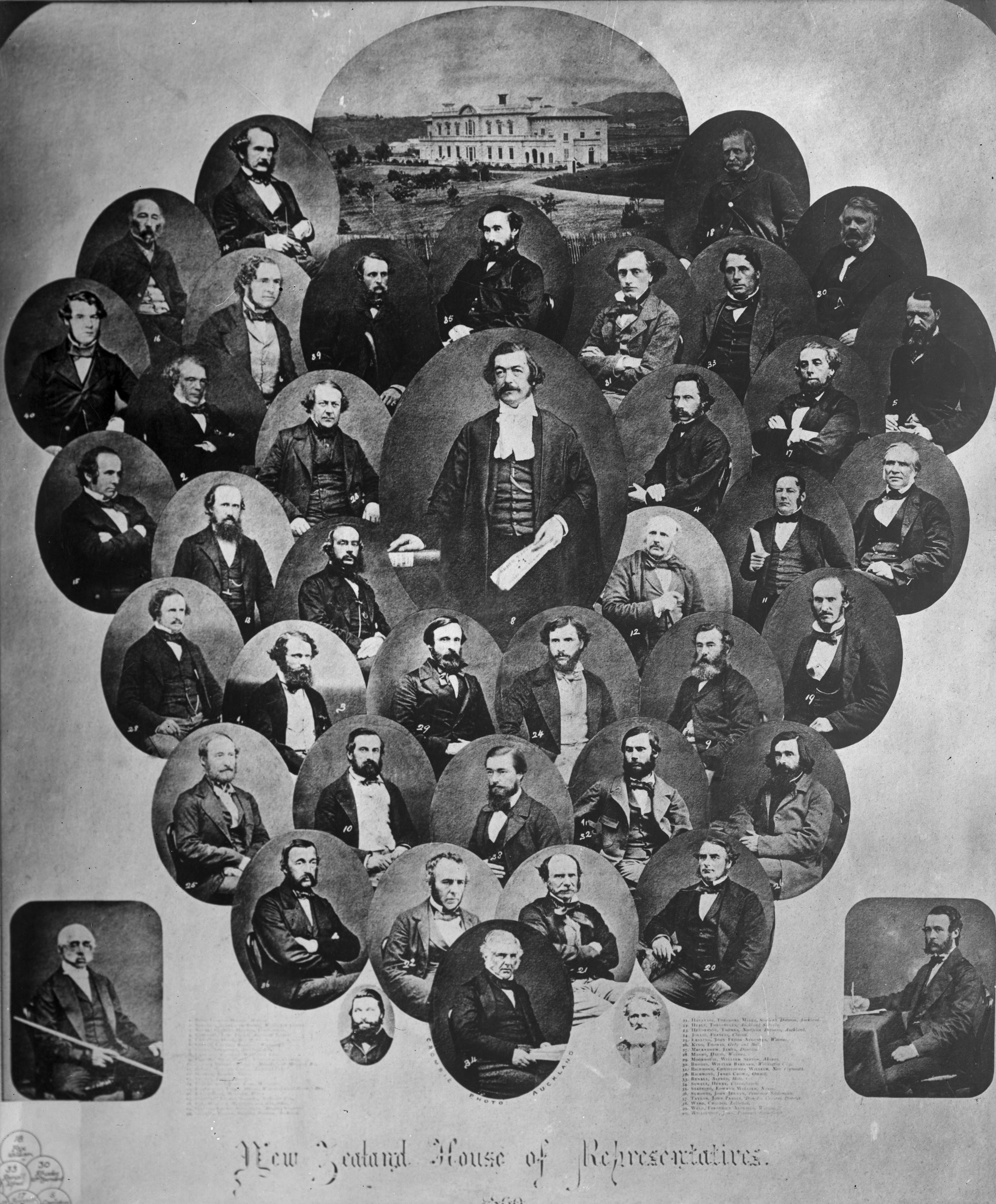
Mitglieder des House of Representatives mit Charles Clifford in der Mitte, 1860

Sir Charles Clifford (* 1. Januar 1813 in Scotforth, Lancashire, England; † 27. Februar 1893, London) war ein neuseeländischer Politiker und der erste Speaker of the New Zealand House of Representatives (Parlamentspräsident).

## Frühes Leben
Charles Clifford wurde am 1. Januar 1813 als erstes Kind der Familie von George Lambert Clifford und Mary Coyney auf dem Landgut Mount Vernon in der Grafschaft Lancashire geboren. Seine Eltern waren römisch-katholischen Glaubens mit aristokratischen Vorfahren und Charles ein Vetter von Henry William Petre, William Vavasour und Frederick Weld, alle in der Kolonisierung Neuseelands involviert und letzterer später der sechste Premierminister von Neuseeland wurde.
Seine höhere Schulbildung erhielt Clifford an dem katholischen Stonyhurst College in Clitheroe, das über eine jesuitische Tradition verfügte. Nach Abschluss des College fand er eine Anstellung als Ingenieur bei der Eisenbahngesellschaft der London and North Western Railway.

## Neuseeland
Zusammen mit William Vavasour reiste Clifford im Juni 1842 mit der George Fyfe nach Neuseeland. Finanziert von ihren Vätern ließen sie sich in der von der New Zealand Company organisierten Ansiedlung von Wellington nieder, versuchten sich in Landwirtschaft, Transportwesen und als Kommissionagentur. Später tat sich  Clifford mit Frederick Weld zusammen und investierte in die Schafzucht in Wairarapa, Marlborough und North Canterbury.
1844 wurde Clifford in der Ansiedlung von Wellington zum Justice of the Peace ernannt und am 13. Mai 1844 zum nichtoffiziellen Mitglied des Legislative Council bestimmt, gab das Amt aber wegen Differenten zu den offiziellen Mitgliedern des Rates zum Ende des Jahres auf.
Clifford war 1845 aktiv in Wellington in der Bildung einer Bürgerwehr gegen aufständische Māori und wurde 1846 Magistrat in Wellington. Clifford wurde Mitglied im Wellington Settlers' Constitutional Association, an dessen Bildung er beteiligt war und reiste im April 1848 nach England, um im Colonial Office (britisches Kolonialamt) für eine Selbstverwaltung der Siedler Wellingtons zu werben. Als 1852 mit dem New Zealand Constitution Act 1852 der Kolonie eine eigene Regierung und Selbstverwaltung garantiert wurde, konnte Clifford per Wahl einen Sitz im Wellington Provincial Council erreichen und wurde auf der ersten Sitzung des Rates im Oktober 1853 zum ersten Speaker des Rates gewählt. In der konstituierenden Sitzung des ersten neuseeländischen House of Representatives am 26. Mai 1854 wurde Clifford schließlich auch zum Speaker gewählt und ging so in die Geschichte Neuseelands als der mit 41 Jahren jüngste Speaker of the House des Landes ein. Er bekleidete das Amt bis zur Auflösung des House of Representatives am 5. November 1860.
Noch im Dezember des Jahres ging er mit seiner Familie zurück nach England, blieb aber Neuseeland weiterhin eng verbunden. Er beriet britische Regierungsstellen in Angelegenheiten Neuseelands, spendete 1866 einen Mace (Zepter) und entwarf Kleider für das Amt des Speakers und sendete 1871 ein Porträt von ihm selbst für eine Galerie von Speaker für das House of Representatives. Mace und die Bildergalerie fielen einem Feuer 1907 zum Opfer.
Clifford verstarb am 27. Februar 1893 im Alter von 80 Jahren in London.

## Familie
Am 13. Januar 1847 heiratete Clifford Mary Ann Hercy, die Tochter eines Justice of the Peace und stellvertretenden Leutnant aus der Grafschaft Berkshire, England. Aus der Ehe gingen eine Tochter und vier Söhne hervor.

## Ehrungen
- 1858 – zum Knight Batchelor geschlagen
- 1887 – zum Baron von Flaxbourne, Marlborough ernannt[3]